# Милева Марић
Милева Марић (Тител, 19. децембар 1875 — Цирих, 4. август 1948) била је српска физичарка и математичарка. 
Од малих ногу је показала изразиту интелектуалну способност и студирала је на Политехници у Цириху у области у којој су доминирали мушкарци, након што је студирала медицину један семестар на Универзитету у Цириху. Њене студије су укључивале диференцијални и интегрални рачун, дескриптивну и пројективну геометрију, механику, теоријску физику, примењену физику, експерименталну физику и астрономију. Један од њених колега на универзитету био је Алберт Ајнштајн, за чије се ране радове сумња да је Милева Марић допринела, посебно у радовима Annus mirabilis.
Марић се удала за Ајнштајна 1903. године и имали су троје деце пре него што су се раздвојили 1914. и развели 1919. Милева Марић је 1921. добила Нобелову награду коју је њен бивши муж добио као део бракоразводног споразума за издржавање њихових синова.
Преминула је 4. августа 1948. године у Цириху, Швајцарска.

## Биографија

### Порекло
Рођена у богатој породици на Светог Николу, 19. 12. 1875, у Тителу y Бачкој. Тител је у то време био командно место дела Војне границе Хабзбуршке монархије, у којој је све до 1876. деловао Шајкашки батаљон, на ратним лађама шајкама, које су пловиле Тисом и Дунавом.
Мајка Марија Ружић (1846–1935) била је из тителске добростојеће породице, а отац Милош Марић (1846–1922), родом из Каћа је био нижи официр Аустроугарске војске, наредник Шајкашког батаљона. Родитељи су се венчали 1867. године.
Рођена је у кући њеног деде по мајци Атанасија Ружића. Увидевши да ће доћи до укидања Војне границе, отац је након војне, посао потражио службу у судству. Недељу дана пре Милевиног рођења је постављен за надзиратеља при краљевском судбеном столу у Вуковару, где се јануара 1876. породица преселила. Крајем 1877. отац је добио место писара у Котарском суду у Руми, где су живели наредних 14 година, а од маја 1892. је добио место нижег судског службеника у Загребу. Средином 1895. је напустио службу у Загребу и узео боловање због реуматизма. Због добијеног наследства отишли су у Каћ, а затим су купили кућу у Новом Саду у Кисачком сокаку. Пензионисао се 1896. године.
Породица је била добростојећа, јер је отац био штедљив и сналажљив економ. Поседовао је салаш у околини и кућу у Каћу, кућу у Новом Саду, имања код Титела и Новог Сада, али и код Бања Луке имање од двеста хектара и некретнине које је давао у најам. Стечено богатство је трошио на школовање деце – Милеве у Швајцарској, Милоша у Румунији и Зорке такође у Швајцарској, која је током јула 1917. постала ванредни студент биологије на Универзитету у Цириху. Припадао је Радикалној странци Јаше Томића и био је ангажован у Српској читаоници.
У Руми постоји кућа где је породица Милеве Марић живела од 1877. до 1892. године. У сусрет великом јубилеју – сто педесет година од Милевиног рођења – Министарство културе Републике Србије најавило је обнову те куће, у којој ће се налазити и меморијална соба.
Породична кућа Милевине породице још увек постоји у Новом Саду, у Кисачкој 20. Ту кућу је, на месту старе 1907. пројектовао архитекта Манојло Петљански, а подигао Ласло Лехнер. Кућа се налази под заштитом државе. Слава породице Марић била је Свети Стефан.
Стриц велике научнице, Радован Марић (1852–1907), рођен је у Каћу, у истој кући у којој је рођен и Милевин отац, а рањен је у биткама код Невесиња (1878). Радован је био високо одликован аустријски официр, а племићку титулу добио је од цара Франца Јозефа. Био је носилац и Таковског крста Трећег реда, који му је доделио краљ Милан Обреновић. Такође је учествовао у стварању Краљевине Србије.

### Детињство
Пре Милеве, родитељи су имали двоје деце која су рано умрла. Након Милеве су рођени сестра Зорка (1883—1938) и брат Милоша (1885—1944), који су рођени у Руми.
Милева је као дете била окружена пажњом родитеља и шире породице. Иако је приликом рођења претрпела мање ишчашење левог кука и током живота носила ортопедску ципелу, то није много ометало њене свакодневне активности. Ишла је у дуге шетње, возила бицикл, санкала се, чак и у познијим годинама. Милева је била весело и послушно дете, примерна у свему.
Свирала је клавир и тамбуру.

### Образовање
Често је мењала места у којима је стицала образовање. Основну четворогодишњу школу је завршила у Руми. У први разред је уписана 1881. У том разреду су биле само девојчице. Каснији разреди су били мешовити, а број ученика је повећан. Сва четири разреда је завршила са одличним успехом.
Школовање је наставила у 1886. у Вишој женској гимназији у Новом Саду, где је становала код удовице Катарине Ползовић. У првом разреду је било свега двадесет ученица. Из свих предмета је имала одличне оцене. Наредне 1887. године је прешла у Реалку у Сремској Митровици. Да би се уписала у ову гимназију морала је да полаже пријемни испит. И све разреде је положила такође са одличним успехом, а у последњем, четвртом, који је био мешовит, са свега 12 ученика, једина је имала врхунске оцене из математике („рачунства”) и физике. Матурирала 1890. У Сремској Митровици није могла да настави школовање, јер су пети и шести разред у Реалци уведени касније.
Зато је од 1890. похађала Краљевску српску школу у Шапцу. На молбу њеног оца дозвољено јој је да испит из француског језика полаже накнадно, након припреме на приватним часовима. Шести разред је такође започела у Шапцу, али се породица затим преселила у Загреб, где је отац морао да тражи специјалну дозволу да би као приватна ученица могла да похађа школу, која је била искључиво за дечаке. Уписана је поново у шести разред, који је завршила 1893. године. Наредне школске године јој је дозвољено да јавно слуша часове физике и изузета је од плаћања школарине. Испите из седмог разреда је положила 1894. године. И тада су њене најбоље оцене биле из математике и физике.
Последњи завршни разред ипак није завршила у Загребу. Отац је желео да заврши гимназију и добије диплому у Швајцарској. Пре пресељења породице у Нови Сад 1895. године, уписана је у четврти разред Више девојачке школе у Цириху, коју је с одличним успехом завршила наредне године, а затим је на пролеће положила и матурски испит у Савезној медицинској школи у Берну.
Матерњи језик јој је био српски, а у средини у којој је живела научила је мађарски и немачки, који је кроз школовање усавршила, а учила је и француски. Била је повучена и одлична ученица. Није се јављала да одговора када је нешто знала, већ је предност остављала другима, а знала је увек, па су је због тога прозвали „светац”.
У лето 1896. уписала је летњи семестар Медицинског факултета на Универзитету у Цириху. У октобру се пребацила на Државну политехничку школу на студије математике и физике. Била је тек пета жена која је примљена у ову школу. Уписала се на студије математике и физике као једина и најстарија жена у групи. У истој групи су се налазили Марсел Гросман, Луј Корлоз, Јакоб Ерлат и Алберт Ајнштајн, као најмлађи (тада је имао свега 17 година). Прве две године студирања су биле врло успешне за Милеву.
На пролеће 1897. развиле су се симпатије и студентска љубав са Албертом Ајнштајном. Плашећи се ове везе, октобра 1897. се исписала са Политехнике у Цириху и отишла у Хајделберг, у Немачкој, где је на трећем семестру слушала предавања из теоријске физике код Филипа Ленарда. Међутим, званично није била уписана, јер то девојкама није било дозвољено све до 1900. године. У Хајделбергу је једно време становала у Хотелу „Ритер”.
Док је била одсутна дописивала се са Албертом. На његов наговор, четврти семестар је ипак наставила на Политехници у Цириху, где се вратила 1899. Почетком октобра те године је положила петопредметни прелазни дипломски испит, што су њене колеге већ учиниле годину дана раније. Почетком марта 1900. године, професор Вебер је прихватио њен дипломски рад из области провођења топлоте.
Веза са Ајнштајном је након повратка у Цирих планула. Милевини родитељи се нису противили тој вези, пошто су знали да су њене шансе за брак биле мале због њене болести. Алберт је 1900. желео да се венчају. Међутим, његови родитељи, посебно мајка Паулина, су се противили јер је била старија од њега 3 и по године и није била Јеврејка, већ Српкиња и исто као он интелектуалац.
Упркос обећавајућем почетку студија, Милевин успех је почео да слаби.
На лето, 27. јула 1900. одржани су усмени дипломски испити за студенте четврте године политехнике, за студенте физике (Алберт и Милева) и студенте математике (Гросман, Колроз и Ерат). Најбољу оцену је добио Колроз (5,45), затим Гросман (5,23), па Ерат (5,14), Ајнштајн (4,91), а Милева (4,00). За обарање Милевиног просека, у односу на остале колеге, највише је заслужна знатно нижа оцена из теорије функција, код професора Минковског. Почетком августа студентима су додељена сведочанства, по којима је Албертова просечна оцена (4,6), била нижа од Милевине (4,7), с тим да Милева још увек није имала диплому. Тако је Алберт дипломирао и отишао кући, а Милева се након краћег одмора у Новом Саду и Каћу, вратила са сестром Зорком у Цирих и поново уписала летњи семестар четврте године на Политехници. Радећи као лабораторијски асистент, припремала се да поново изађе на испите.
Албертови покушаји да постане асистент, најпре код професора Вебера, а затим и код Хурвица нису били успешни и што је довело у питање његову пословну и научну каријеру, и немогућност финансијског осамостаљивања, што је сматрао условом за склапања брака са Милевом.
Милева и Алберт су се поново састали на језеру Комо. Неколико недеља касније Милева је открила да је трудна.
Крајем јула 1901. је поново пала на дипломском испиту, највероватније због њеног ментора, професора Вебера, који је претходно заоштрио свој однос са Албертом, који се претходно његовим ниподаштавањем замерио професору. Не желећи да буде снисходљива према свом ментору, вероватно и због љубави према Алберту, одустала је од доктората.
Те јесени Ајнштајн је добио слабо плаћени посао наставника на замени у Шафхаузену.

### Брак са Ајнштајном
У Новом Саду, крајем јануара или почетком фебруара 1902. Милева је родила кћерку Лизерл, крштену у Новом Саду као Љубица. У својој 27. години, са незавршеним факултетом и ванбрачним дететом, почела је да се осећа као срамота за породицу. Лизерл је као мала оболела од шарлаха и две године након рођења јој се изгубио сваки траг. Није познато да ли је умрла и да ли је дата на усвајање. Одговор о њеној судбини је покушао да да британски писац Филип Сингтон у свом роману, по коме је девојчицу усвојила једна породица из породице у банатском селу Орловату. Када се Милева придружила Алберту у Берну, дете није било са њом.
У међувремену, Алберт је добио посао у патентном заводу у Берну. Алберт и Милева су се венчали у Берну 6. јануара 1903.
Станови у којима су у Берну живели постали су кабинети за заједничка теоријска истраживања из физике, где су настајали многобројни научни радови. Алберт је шест дана недељно проводио у патентном заводу, слободно време је посвећивао физици. Живот им је постао лакши када је Алберт добио повишицу. Добили су сина Ханса Алберта. Без обзира на обавезе око деце, Милева је сарађивала у научним истраживањима, као што су радови на конструкцији инструмената за мерење малих електричних напона од 1907. до 1910. године. 
Ајнштајн је 1905. објаснио фотоелектрични ефекат, a 1908. је добио лиценцу за рад на универзитету у Берну. Следеће године је дао отказ на Универзитету у Берну и патентном заводу и прихватио је место ванредног професора теоријске физике на Универзитету у Цириху.
Ајнштајн је почео да се дописује са рођаком у коју је био заљубљен као дечак, па је брак са Милевом запао у кризу. Да би покушали да превазиђу проблеме, отпутовали су на одмор. Њихов други син Едуард је рођен 1910.
Следеће године, Алберт се са породицом преселио у Праг, где је постављен за редовног професора на Универзитету Карл-Фердинанд. У Прагу су живели краће време у периоду 1911–1912. За Милеву је овај прелазак био тежак. Као Српкиња је била осетљива на напетости између немачких и чешких националиста, са којима са као припадница словенског народа идентификовала. Алберт се 1912. вратио у Цирих, што је био потез за који је Милева веровала да ће ојачати њихов брак.
На Малу Госпојину, њихова деца, Алберт и Едвард су крштена у Николајевској цркви по православном обичају, а кум деци је био породични и страначки пријатељ Лазар Марковић.
Алберт је пронашао новог сарадника за математику Марсела Гросмана. Такође је однос са рођаком, Елзом Левентал, претворио у љубавни. До кризе у браку је дошло на пролеће 1914. када је Алберт прихватио положај сталног члана престижне Пруске академије наука, као и место редовног професора на Универзитету у Берлину. Милева је испочетка одбила да прати Алберта, пошто је Елза живела у Берлину, али су се ипак преселили. Алберт је направио списак наредби за Милеву, са заповестима као што су „одговарај ми само када ти се обратим“. У јулу 1914, дан пре избијања Првог светског рата, Милева је спаковала ствари и вратила се са децом у Цирих.
Алберт је остао са Елзом и довршио Општу теорију релативности. Током ратних година Милева и Ајнштајн су се отуђили. Године 1916. Алберт је затражио развод од Милеве, која се разболела од овог захтева. Док је Милева била болесна, њена млађа сестра Зорка се бринула о деци, али је на крају због бриге за сестру доживела нервни слом, па је следеће две године провела у психијатријској клиници. Милева је коначно пристала на Албертов захтев за развод 1918. Према бракоразводном уговору, Ајнштајн се обавезао да уколико добије Нобелове награде целокупан новац додели Милеви. Званично су се развели 14. фебруара 1919, а Алберт се оженио Елзом 2. јуна 1919. Те године, савијање светлости у гравитационом пољу за време помрачења Сунца је било главни доказ за Општу теорију релативности, што је Ајнштајну донело светску славу.

### Након развода
Тешко оболела сестра Зорка је доживела још један нервни слом, а претходно је запалила велику количину новца својих остарелих родитеља у Новом Саду. Милевин отац Милош је 1922. умро од можданог удара, а Зорка је законски проглашена неспособном.
Иако је постао славан због теорије релативитета, Ајнштајн је Нобелову награду за физику добио за објашњење фотоелектричног ефекта (1922). Ајнштајн због путовања није присуствовао додели награде, па му је шведски амбасадор тек 1923. доделио награду. Новац од награде у износу 121.572 шведске круне, или око 32.000 америчких долара је предао Милеви. Мада је инфлација доста умањила вредност тог новца, Милева га је уложила у куповину некретнина у Цириху, као и за негу млађег сина Едуарда, који је 1930. оболео од шизофреније. У једном од станова је живела са синовима, а касније и сама.
Тридесете године су за Милеву била јако тешке: Алберт, који их је повремено посећивао и Елза су због нациста из Немачке емигрирали 1933. у Сједињене Државе, Милевина мајка је умрла на дочеку нове 1935. године, а сестра Зорка је умрла 1938. године. Старији син Ханс Алберт је са својом породицом 1938. емигрирао у Сједињене Државе, где је њен најмлађи унук Клаус Мартин умро у року од неколико месеци.
Након сестрине смрти боравила је код својих кумова Ђоке и Саде Гајин у Новом Саду, ради решавања имовинских питања, која су се закомпликоване, јер се брат Милош водио као нестао током Првог светског рата.
Милева је због дугова насталих око лечења Едуардове болести морала да прода две куће, а претила је опасност да остане и без треће, па се обратила Алберту за помоћ, који је преузео власништво над кућом, али ју је 8 година касније изненада продао за 85.000 швајцарских франака, под условом да купац дозволи Милеви да остане у кући. Међутим, на дочеку Нове године, Милева је изненада добила званично обавештење да је њен најам истекао. Један пријатељ јој је покушао продужити боравак и откривено је да је купчевих 85.000 франака случајно уплаћено на Милевино име. Алберт је захтевао да му Милева врати новац и претио да ће избацити Едуарда из тестамента.
Тог пролећа Милеви је позлило током једног Едуардовог насилног напада, и онесвестила се. Умрла је 4. августа 1948. године на циришкој клиници „Еос” у коју је доспела месец дана раније због шлога. Лева страна тела јој је била одузета и отежано је говорила. Сахрањена је на циришком гробљу Нордхајм. О њеној смрти у Југославији није било вести.
За њен гроб шира јавност је сазнала 2004. године заслугом Петра Стојановића, оснивача Меморијалног центра „Никола Тесла“ из Санкт Галена, који је истражујући по циришком архивима сазнао да су њени посмртни остаци премештени у заједничку гробницу и где се налазе од 1973. године, након што су власти у Цириху наложиле да се њен запуштени гроб раскопа. Након пет година, 14. јуна 2009. године, освећењем и откривањем спомен обележја, на којој је уклесан Милевин лик и посвету на српском и немачком језику „Са поносом и љубављу од српског народа”, представници Републике Србије први пут су званично одали почаст Милеви Марић-Ајнштајн.
Постоји иницијатива да се њени посмртни остаци из заједничке гробнице, ексхумирају и достојно сахране. Међутим, власти Цириха не могу да одобре премештање гробнице без одобрења свих чланова породице Ајнштајн, који живе у Швајцарској, Израелу и Америци. Потомци Милеве Марић Ајнштајн су се окупили на њеном гробу у Цириху 2018. године.
Лондонска аукцијска кућа „Christie’s” заказала је за 11. децембар 2024. продају писама која су разменили Алберт и Милева и која расветљавају научну сарадњу брачног пара Ајнштајн.

## У култури
Мада је одувек било доказа о Милевином извесном научном доприносу, у открићима која су приписивана једино Алберту, њен лик је временом падао у заборав. Неки кругови блиски Алберту су негирали било какав њен допринос у науци. Овај став први је променио совјетски научник Абрам Јофе. Он је 1955. тврдио да је у редакцији имао прилике да види оригинале научних радова који су 1905. године објављени у часопису „Analan der Fisik” као Албертови радови, и да су они носили потпис „Einstein-Marity”.
- године 1972. снимљен је ТВ филм Милева Ајнштајн
- на годишњицу њеног рођења 1975. постављена је спомен-табла на кућу њеног оца, у Кисачкој улици у Новом Саду[36]
- једна улица на Бистрици у Новом Саду је добила њено име (1993)[36]
- Средња техничка школа у Тителу понела је њено име (1995)
- ТВ Нови Сад је емитовао серију „Милева Ајнштајн-Марић: Ране године и пут од Титела до Цириха” ауторке Дренке Добросављевић[37]
- Испред Основне школе у Каћу је откривена њена биста (1996), рад вајара Јована Солдатовића[38]
- Вида Огњеновић, књижевница, режисерка и дипломата објавила је драму у два дела „Милева Ајнштајн” (1998)
- испред Природно-математичког факултета у Новом Саду откривена њена биста (2002), рад вајарке Иванке Ацин-Петровић
- једна улица у на Сунчаном брегу у Каћу је добила њено име (2005)[36]
- Техничка школа у Новом Саду је понела њено име (2005)[36]
- на иницијативу новинара Душана Познановића испред зграде „Сремских новина”, откривена је њена биста (2005), рад вајара Владимира Товића
- поводом обележавања Светске године физике (2005) ПТТ Србије и Црне Горе је издало коверту са њеним ликом, као и маркицу са Албертовим ликом [38]
- новосадска градска ТВ Аполо је емитовала емисију „Кисачка 20”, аутора Кароља Ковача (2008)[39]
- на њеном гробу је постављена спомен-плоча (2009)[30]
- историчарка Радмила Милентијевић је 2012. објавила студију под називом Милева Марић Ајнштајн - живот са Албертом Ајнштајном која се бави животом Милеве Марић-Ајнштајн.[40]
- француски писац Лоран Сексик (Laurent Seksik) објавио је  2013. роман о њеном сину Случај Едуард Ајнштајн (Le cas Eduard Einstein, Flammarion, 2013, превод на српски 2014, Карпос)
- у Српској културној башти у Кливленду, у америчкој савезној држави Охајо, 19. јуна 2016. године откривена је биста Милеве Марић, рад нишког вајара Ивана Фелкера, прва женска скулптура у овом парку.[41][42][43]
- у свом роману Други Ајнштајн („Лагуна”, Београд, 2019; The Other Einstein, 2016) америчка списатељка и адвокат Мари Бенедикт даје замишљену верзију односа између Милеве Марић и Алберта Ајнштајна.[44]
- Славенка Дракулић је издала роман „Милева Ајнштајн, теорија туге” (Загреб, 2016)[45]
- италијанска научница и књижевница Габријела Греисон (Gabriella Greison) објавила је 2018. роман Ајнштајн и ја (Einstein e io, Milano, Salani, 2018, превод на српски 2020, Академска књига)
- Да би се сачувала успомена на Милеву, Румљани су 2023. године на фасади зграде у центру свог града поставили сунчани сат налик оном који је Милева једном даровала њима[46]